# Giovanni Busato
Giovanni Busato (* 3. Dezember 1806 in Verona; † 10. Dezember 1886 in Vicenza) war ein italienischer Maler, der durch seine Innendekorationen und seine Porträts bekannt wurde, und der sich neben Venetien auch in Russland, der Schweiz, in Frankreich und Deutschland betätigte.

## Leben und Werk

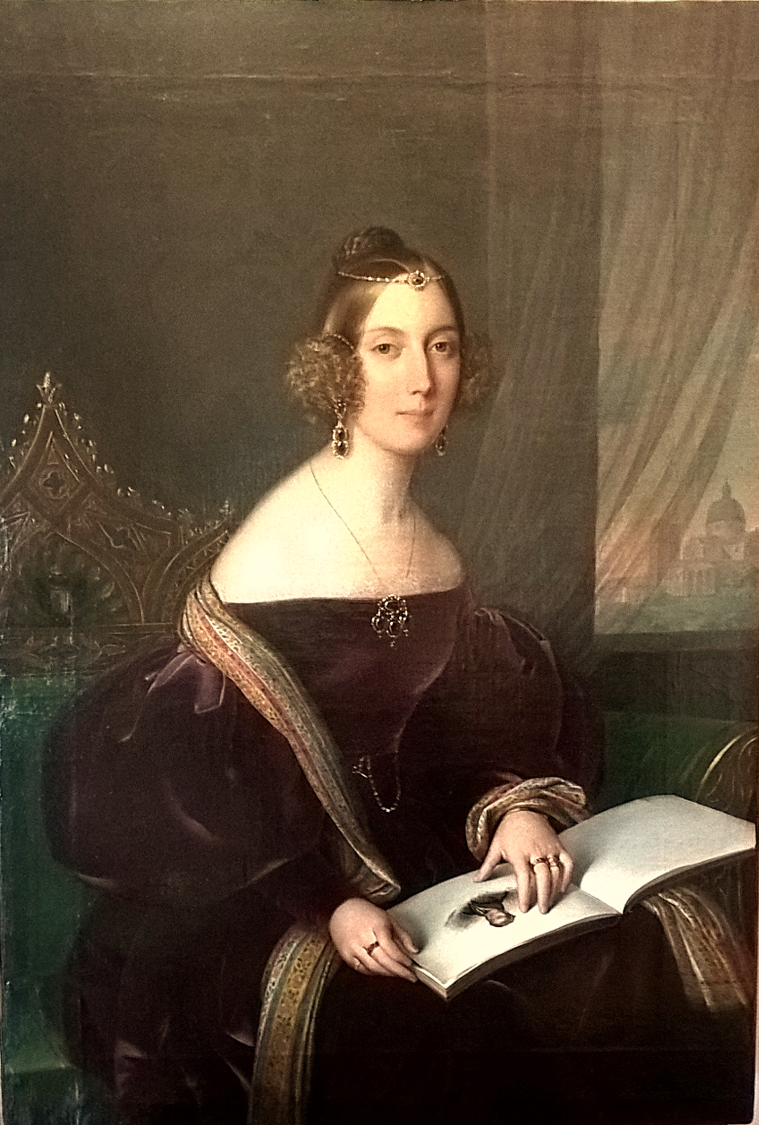
Porträt von 1836, nach der Restaurierung des Jahres 2016

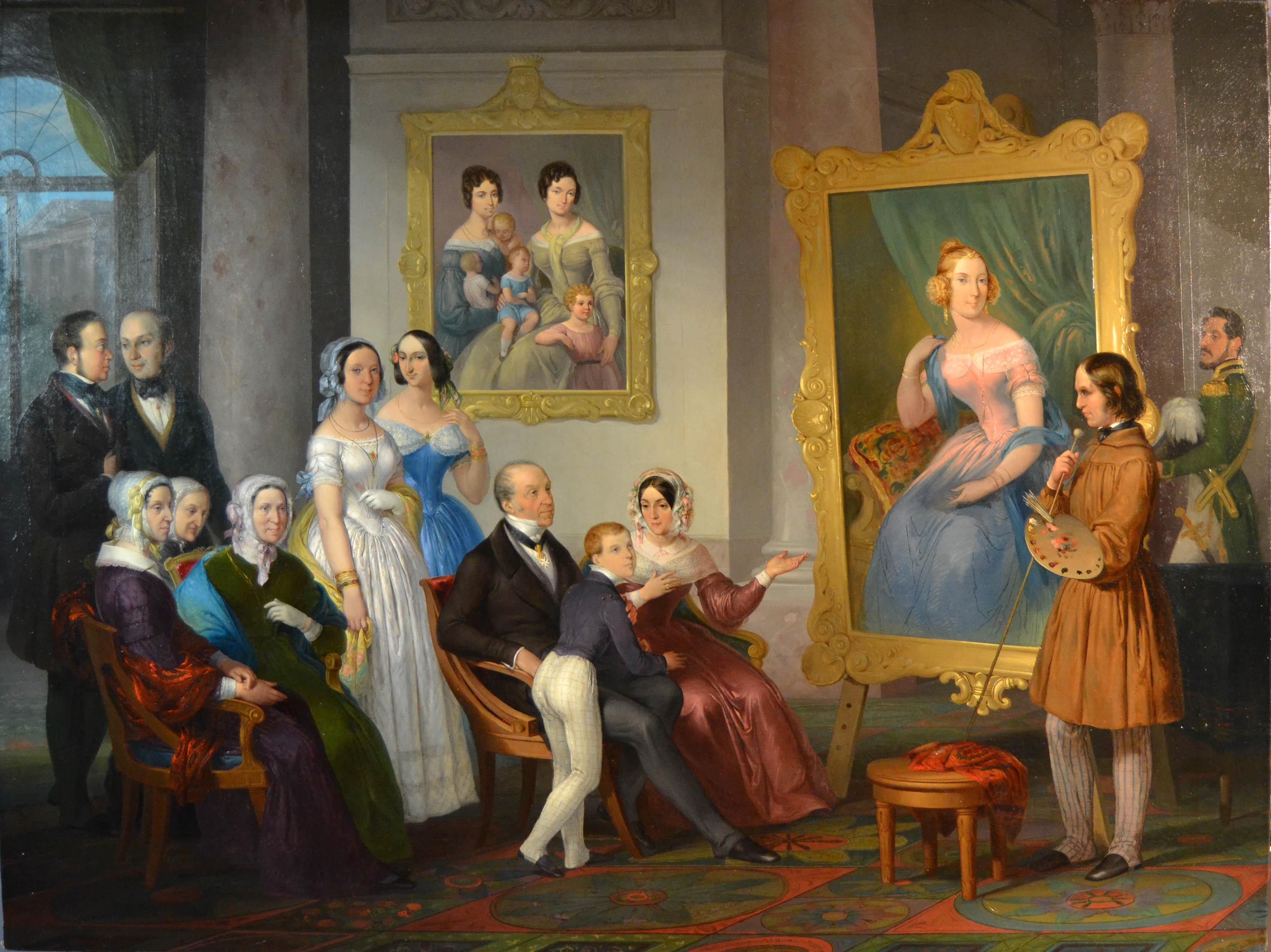
Präsentation des Porträts der Marianna d‘Ambra vor der Familie des Giangiorgio Trissino dal Vello d’Oro

Busato wurde in der veronesischen Contrada Borgo S. Croce als Sohn des Schreiners Giuseppe Busato und der Caterina Zattara geboren. 1825 schickten die Eltern ihn zu einem Bruder seiner Mutter, einem Organisten in Sandrigo, um dann an der Accademia veneziana di Belle Arti bei Teodoro Matteini, Natale Schiavone und anderen malen zu lernen. Um sich zu vervollkommnen, wurde ihm ein Aufenthalt in Rom finanziert, um dort im Oktober 1829 in die Debatten zwischen Neoklassikern und Romantikern zu geraten, ebenso wie den Nazarenern um Friedrich Overbeck. Für einen Akt verlieh ihm die Accademia di S. Luca 1830 eine Medaille, es entstand ein Porträt von Papst Gregor XVI. 1834 erhielt er den Titel eines Cavaliere.
Giovanni Busato verliebte sich in eine Griechin, der er nach Korfu folgte. Dort malte er im städtischen Theater. Doch bald kehrte er nach Italien zurück, wo er Luigia Dalla Vecchia heiratete. Nun folgte eine Phase außerordentlicher Produktivität. So entstand im November 1837 ein Altarbild für die reformierte Kirche von Vicenza, dann entstand ein Bühnenvorhang mit einer Szene aus dem Leben des Dogen Enrico Dandolo in Konstantinopel. Dieses Bild fand große Anerkennung, so dass er 1841 zum Assistenten für Malerei an der Accademia wurde, und zwar gegen den Widerstand von deren Sekretär Antonio Selvatico. 1843 folgen weitere Werke für die Theater in Senigallia und in Triest; auch lieferte er die Entwürfe für die Lithographien der Costumi veneziani dalla loro origine fino alla caduta della Repubblica, die bei Bartolomeo Marcowich in Venedig von 1845 bis 1846 gestochen wurden. 1847 bemalte er die Decke der Casa Giovanelli in Venedig mit Venezia che accoglie Minerva. Im Palazzo Benvenuti schuf er die Allegoria delle Ore, dann eine Madonna mit Kind in der Casa Cristofferi in Vicenza. 1847 entstanden in Mailand zwei Porträts und ein Gemälde mit Vettor Pisani liberato dal carcere.
1848, während des Aufstands gegen Österreich, kämpfte er in Marghera, seine Eltern und eine Tochter starben an der Cholera. Nach der Rückkehr der Österreicher ging er in die Schweiz, dann nach Turin. Dort widmete er sich Restaurierungsarbeiten und verkaufte Kunstwerke auf Kommission. 1853 entstand ein Gemälde zum genuesischen Aufstand von 1743 sowie ein Gemälde, dessen Auftraggeber König Viktor Emanuel II. war. Nach dem Tod von Cosroe Dusi, Hofmaler des Zaren und Venezianer, wurde Brusato 1859 nach Sankt Petersburg gerufen, um Theater auszuschmücken und bei der Gelegenheit ein Zarenporträt zu erstellen. Auch dort erhielt er Auszeichnungen.
Danach hielt er sich kurz in Vicenza auf, ging ins Exil nach Griechenland, dann nach Frankreich und Berlin. Erst 1866, nachdem Venetien an Italien gekommen war, kehrte er dorthin zurück. Die in Berlin erlernte Technik der Stereochromie setzte er vielfach ein. Er arbeitete mit dem befreundeten Architekten Caregaro Negrin zusammen. 1867 malte er im Auftrag von Alessandro Rossi in besagter Technik vier Geschichten des hl. Petrus in der Apsis des Doms von Schio. Dennoch wurde er nicht als Dozent an der venezianischen Accademia angenommen. In Valentino Pupin fand er einen später erfolgreichen Schüler. Von 1870 stammt der Zyklus in der Villa Castellani in Malo. Nachdem er von der Accademia erneut abgewiesen worden war, schuf er von November 1877 bis Dezember 1878 an der Fassade des Palazzo Thiene in Vicenza, der aus dem 15. Jahrhundert stammte, eine Szene vom Fortschritt des Menschengeschlechts: die Präsentation der Seidenraupen für Kaiser Justinian, Alessandro Volta und James Watt bei wissenschaftlichen Versuchen, schließlich der Handel der Venezianer im Osten. Weitere Gemälde schuf er in Treviso und Vicenza sowie in der Villa Fogazzaro-Roi in Montegalda (Flucht nach Ägypten).
Sein 1836 in Vicenza geborener Sohn Giorgio, der am 20. November in Nottingham starb, wurde sein Schüler.